# Pier Andrea Saccardo
Pier Andrea Saccardo (23 april 1845 in Treviso - 12 februari 1920 in Padua) was een Italiaanse botanicus en mycoloog.

## Leven
Saccardo studeerde aan het Lyceum in Venetië en vervolgens aan het Technisch Instituut van de Universiteit van Padua, waar hij in 1867 promoveerde en in 1869 hoogleraar Natuurlijke Historie werd. In 1876 richtte hij het tijdschrift Michelia op, dat veel van zijn vroege mycologische artikelen publiceerde. In 1879 werd hij hoogleraar botanie en directeur van de botanische tuinen van de universiteit.
Saccardo's werk was bijna volledig gericht op mycologie. Hij publiceerde meer dan 140 artikelen over de Fungi imperfecti (imperfecte schimmels) en de Sordariomycetes. Hij was het meest bekend om zijn Sylloge, een uitgebreide lijst met alle namen die voor paddenstoelen waren gebruikt. Sylloge is nog steeds het enige werk van deze soort dat zowel veelomvattend was voor het botanische rijk Fungi als redelijk modern. Saccardo ontwikkelde ook een nieuw systeem voor het classificeren van de imperfecte schimmels op sporenkleur en -vorm, dat het primaire systeem werd voordat het werd vervangen door classificatie via DNA-analyse.
- Bibsys: 90739943
- Bibliothèque nationale de France: cb105930160 (data)
- Author citation (botany): Sacc.
- CiNii: DA07322581
- Stuttgart Database of Scientific Illustrators 1450–1950: 4759
- Gemeinsame Normdatei: 116713607
- International Standard Name Identifier: 0000 0000 8108 0030
- Library of Congress Control Number: n85826468
- Nationale Bibliotheek van Tsjechië: mzk2007408433
- Nationale bibliotheek van Australië: 35701401
- Nationale en Universitaire bibliotheek Zagreb: 000426436
- Nederlandse Thesaurus van Auteursnamen: 15345847X
- Réseau des bibliothèques de Suisse occidentale: 02-A003776632
- Istituto Centrale per il Catalogo Unico: CFIV021100
- LIBRIS: 252135
- SNAC: w6tm9n33
- Système universitaire de documentation: 090404068
- Trove: 1048922
- Virtual International Authority File: 29524298
- WorldCat: E39PBJkdr7GXCdMHK4gMBgbKh3